# Équipe du Mexique de football à la Coupe des confédérations 2001
L'équipe du Mexique de football participe à sa 4e Coupe des confédérations lors de l'édition 2001 qui se tient au Japon et en Corée du Sud, du 31 mai au 10 juin 2001. Elle se rend à la compétition en tant que tenant du titre.

## Résumé
Tenant du titre, le Mexique subi trois défaites en autant de matchs. Ils ratent leur compétition accompagné d'un retour agité à Mexico où les foudres des supporters déçus s'abattent sur la délégation nationale.

## Résultats

### Phase de groupe
|   | Équipe       | Pts | J | G | N | P | BP | BC | Diff |
| - | ------------ | --- | - | - | - | - | -- | -- | ---- |
| 1 | France       | 6   | 3 | 2 | 0 | 1 | 9  | 1  | +8   |
| 2 | Australie    | 6   | 3 | 2 | 0 | 1 | 3  | 1  | +2   |
| 3 | Corée du Sud | 6   | 3 | 2 | 0 | 1 | 3  | 6  | -3   |
| 4 | Mexique      | 0   | 3 | 0 | 0 | 3 | 1  | 8  | -7   |

| 30 mai 2001   | Australie    | 2 | 0 | Mexique |
| 1er juin 2001 | Corée du Sud | 2 | 1 | Mexique |
| 3 juin 2001   | France       | 4 | 0 | Mexique |

| 30 mai 2001                       | Mexique | 0 - 2 | Australie              | Suwon World Cup Stadium, Suwon                    |                                                   |
| 19:30 · Historique des rencontres |         |       | Murphy 18e · Skoko 54e | Spectateurs : 6 232 Arbitrage : Felix Tangawarima | Spectateurs : 6 232 Arbitrage : Felix Tangawarima |
| 19:30 · Historique des rencontres | Rapport |       |                        | Spectateurs : 6 232 Arbitrage : Felix Tangawarima | Spectateurs : 6 232 Arbitrage : Felix Tangawarima |

| 1er juin 2001                     | Corée du Sud                           | 2 - 1 | Mexique  | Munsu Cup Stadium, Ulsan                     |                                              |
| 19:30 · Historique des rencontres | Hwang Sun-hong 56e · Yoo Sang-chul 90e |       | Ruíz 80e | Spectateurs : 41 550 Arbitrage : Hugh Dallas | Spectateurs : 41 550 Arbitrage : Hugh Dallas |
| 19:30 · Historique des rencontres | Rapport                                |       |          | Spectateurs : 41 550 Arbitrage : Hugh Dallas | Spectateurs : 41 550 Arbitrage : Hugh Dallas |

| 3 juin 2001                       | France                                    | 4 - 0 | Mexique | Munsu Cup Stadium, Ulsan                     |                                              |
| 19:30 · Historique des rencontres | Wiltord 8e · Carrière 62e 83e · Pirès 71e |       |         | Spectateurs : 28 864 Arbitrage : Ali Bujsaim | Spectateurs : 28 864 Arbitrage : Ali Bujsaim |
| 19:30 · Historique des rencontres | Rapport                                   |       |         | Spectateurs : 28 864 Arbitrage : Ali Bujsaim | Spectateurs : 28 864 Arbitrage : Ali Bujsaim |

## Effectif
Sélectionneur :  Enrique Meza
| No. | Pos.      | Joueur               | Date de naissance et âge | Sélec. | Club         |
| --- | --------- | -------------------- | ------------------------ | ------ | ------------ |
| 1   | Gardien   | Oswaldo Sánchez      | 21 septembre 1973        |        | Guadalajara  |
| 2   | Défenseur | Claudio Suárez       | 17 décembre 1968         |        | Tigres       |
| 3   | Défenseur | Joaquín Beltrán      | 29 avril 1977            |        | Pumas UNAM   |
| 4   | Défenseur | David Oteo           | 27 juillet 1973          |        | Tigres       |
| 5   | Milieu    | Duilio Davino        | 21 mars 1976             |        | Club América |
| 6   | Milieu    | Marco Antonio Ruíz   | 12 juillet 1969          |        | Guadalajara  |
| 7   | Milieu    | David Rangel         | 12 novembre 1969         |        | Club Toluca  |
| 8   | Milieu    | Juan Pablo Rodríguez | 7 août 1979              |        | CF Atlas     |
| 9   | Milieu    | José Manuel Abundis  | 11 juin 1973             |        | CF Atlante   |
| 10  | Attaquant | Jared Borgetti       | 14 août 1973             |        | Santos       |
| 11  | Attaquant | Daniel Osorno        | 16 mars 1979             |        | CF Atlas     |
| 12  | Gardien   | Erubey Cabuto        | 6 septembre 1975         |        | CF Atlas     |
| 13  | Milieu    | Pável Pardo          | 26 juillet 1976          |        | Club América |
| 14  | Milieu    | Germán Villa         | 2 avril 1973             |        | Club América |
| 15  | Attaquant | Antonio de Nigris    | 1er avril 1978           |        | CF Monterrey |
| 16  | Milieu    | Alberto Coyote       | 26 mars 1967             |        | Guadalajara  |
| 17  | Défenseur | Octavio Valdez       | 7 décembre 1973          |        | Pachuca      |
| 18  | Milieu    | Cesáreo Victorino    | 19 mars 1979             |        | Pachuca      |
| 19  | Milieu    | Joaquín Reyes        | 20 février 1978          |        | Santos       |
| 20  | Milieu    | Víctor Ruiz          | 7 juin 1969              |        | Club Toluca  |
| 21  | Milieu    | Luis Ernesto Pérez   | 12 janvier 1981          |        | CF Monterrey |
| 22  | Défenseur | Hugo Chávez          | 16 octobre 1976          |        | Morelia      |
| 23  | Gardien   | Oscar Dautt          | 8 juin 1976              |        | Puebla FC    |

## Navigation